# Lawrence, Indiana
Lawrence är en stad i Marion County i delstaten Indiana, USA med 38 915 invånare (2000).